# Леандер Дендонкер
Леандер Дендонкер (хол. Leander Dendoncker; 15. април 1995) белгијски је фудбалер. Тренутно наступа за Астон Вилу и репрезентацију Белгије.

## Клупска каријера
Рођен 25. априла 1995. године. Поникао је у млађим категоријама Клуб Брижа и Андерлехта.
Дебитовао је 2013. године за први тим Андерлехта. Током првих сезона у првом тиму је коришћен у ротацији, а од сезоне 2015/16. постао је један од главних играча у везном реду. Следеће сезоне је освојио белгијски шампионат са Андерлехтом.

## Репрезентативна каријера
Дебитовао је 2015. године за репрезентацију Белгије. Селектор Роберто Мартинез га је уврстио међу 23 фудбалера Белгије за Светско првенство 2018. године у Русији. Играо је на мечу групне фазе против Енглеске.

## Трофеји
Андерлехт
- Прва лига Белгије (1) : 2016/17.[4]
- Суперкуп Белгије (2) : 2013, 2014.

## Статистика каријере

### Репрезентативна
Ажурирано 17. јуна 2023.
| Белгија | Белгија | Белгија |
| Год.    | Наступи | Голови  |
| ------- | ------- | ------- |
| 2015    | 1       | 0       |
| 2016    | 1       | 0       |
| 2017    | 2       | 0       |
| 2018    | 2       | 0       |
| 2019    | 3       | 0       |
| 2020    | 3       | 0       |
| 2021    | 12      | 0       |
| 2022    | 7       | 1       |
| 2023    | 1       | 0       |
| Укупно  | 32      | 1       |